# Mikola Petrovyč Hluščenko
Mikola Petrovyč Hluščenko (in ucraino Микола Петрович Глущенко?; Novomoskovs'k, 17 settembre 1901 – Kiev, 31 ottobre 1977) è stato un pittore ucraino.
Nel 1919 Mikola Petrovyč Hluščenko si recò in Germania per studiare all'Accademia delle Arti a Berlino. Dal 1925 lavorò come pittore a Parigi, dove passò dallo stile della nuova oggettività allo stile post-impressionista. Oltre ai paesaggi, Gluščenko dipinse fiori, nature morte, nudi e ritratti. Pavlo Petrovyč Skoropads'kyj, Roman Stepanovyč Smal'-Stoc'kyj e Volodymyr Kyrylovič Vynnyčenko  finanziarono i suoi studi.
Le sue opere originali si trovavano nel Museo d'arte Archip Kuindži, il quale è stato distrutto nel marzo 2022 durante l'invasione russa dell'Ucraina.